# Susanghan geunyeo
Susanghan geunyeo (수상한 그녀?), noto anche con il titolo internazionale Miss Granny, è un film del 2014 diretto da Hwang Dong-hyuk. Visto il successo del film, ne sono stati fatti i remake in Cina, Giappone e tutti i Paesi del sud-est asiatico.

## Trama
La settantaquattrenne Oh Mal-soon, dopo essersi fatta scattare un ritratto, uscendo dal laboratorio fotografico scopre di essere ritornata ventenne.
Di fatto, per parenti e amici, l'anziana Oh Mal-soon scompare senza lasciare tracce.
Da quel momento, nonostante non possa far saper a nessuno del prodigioso evento, potrà vivere e rivivere momenti felici e tristi della sua lunga vita.